# The Seed (film)
The Seed je film z roku 2006 s Willem Yun Leem a Peterem Mensahem v hlavních rolích. Snímek produkoval a režíroval Joe Hahn z Linkin Park a napsal Christopher Denham.
Film měl premiéru na Mezinárodním filmovém festivalu v Pusanu v roce 2006.

## Děj filmu
Veterán bez domova Sung žije na břehu řeky v Los Angeles. Napadnou ho maskovaní muži v černých vozidlech. Ti jsou na první pohled neviditelní a začnou ho pronásledovat po celém městě. Žádný kolemjdoucí je ale nevidí, a proto si myslí, že Sung trpí nějakou duševní chorobou. Následně se ukáže, že ve skutečnosti není paranoidní, ale spíše obětí vládního spiknutí. Sungovi protivníci jsou pro něj viditelní, ale diváci tyto protivníky vidí jen část času. Na konci filmu je na obloze vidět mimozemská loď, která sleduje dění na scéně.

## Hudba
Hudba k filmu obsahovala tři skladby. Jednou z nich byla „There They Go“ od Fort Minor, která hrála během titulků. Další dvě byly bez názvu a hrály při bojových scénách.